# Телбод
Телбод е приспособление за прикрепяне на определен брой листове (документи) един към друг, посредством пробиването им с фино телче, U-образна скоба, изработена от мек метал. Телчетата са направени най-често от помеднена или поцинкована стомана, но също и от алуминий и по-рядко от месинг.
Съществуват множество видове телбод – варират по размер, начин на прегъване на телта, големина на използваните консумативи, пробивна сила, определяща максималния брой на прихващаните листове и т.н.

## Размери
Телчетата често имат означение от вида X/Y (например 24/6 или 26/6), където първото число X е означение за диаметъра на телта по системата AWG, а второто число Y е дължината на крачето в милиметри. Някои изключения от това правило включват размерите на скоби като № 10 (може да се означи като 10/5). Така напр. 23/6 има 6-милиметрово краче (− 0,2 mm толеранс).
Обичайните размери за дома и офиса включват: 26/6, 24/6, 24/8, 13/6, 13/8 и № 10 за мини телбоди. Обикновените размери за големи телбоди включват: 23/8, 23/12, 23/15, 23/20, 23/24, 13/10 и 13/14.
| Размер     | Широчина | Диаметър          | Краче, mm |
| ---------- | -------- | ----------------- | --------- |
| 26/6       | 12,7 mm  | 26 AWG (0,405 mm) | 6         |
| 24/6       | 12,9 mm  | 24 AWG (0,511 mm) | 6         |
| 24/8       |          | 24 AWG (0,511 mm) | 8         |
| 13/6       |          | 13 AWG (1,828 mm) | 6         |
| 13/8       |          | 13 AWG (1,828 mm) | 8         |
| 23/8       |          | 23 AWG            | 8         |
| 10/5 (№10) | 9,3 mm   | 10 AWG            | 4,5       |
| 25/4       | 7,0 mm   | 25 AWG            | 4         |

Повечето телбоди могат да работят с няколко размера (напр. най-старите български работят с краче и 6 или 8 mm. Някои телбоди напр. обаче имат подпираща отгоре пластинка, която допуска краче до 6 mm, макар че работи с диаметър от 24 до 26). При съмнение могат да се слагат малко по-малки телчета.
Обичайният размер тел за офиси е 24/6, единственият стандартизиран от DIN 7405 вид телчета.

### Американски мерки
В САЩ използват същата схема, номерът на телта (AWG) e същият, дължината на крачето обаче е в инчове.

## Брой листове
Колкото по-дебело и дълго е телчето, толкова повече листове може да захваща. Тези числа се препоръчват от производителя. Например:
| Размер    | Листове, бр. |
| --------- | ------------ |
| 24/6 26/6 | 25 – 30      |
| 26/8      | 25 – 30      |
| 23/6      | 25 – 30      |
| 23/8      | 50           |
| 23/10     | 70           |
| 23/13     | 100          |
| 23/15     | 140          |
| 23/17     | 160          |
| 23/20     | 200          |
| 23/23     | 260          |